# 紀元前669年
紀元前669年（きげんぜん669ねん）は、西暦（ローマ暦）による年。紀元前1世紀の共和政ローマ末期以降の古代ローマにおいては、ローマ建国紀元85年として知られていた。紀年法として西暦（キリスト紀元）がヨーロッパで広く普及した中世時代初期以降、この年は紀元前669年と表記されるのが一般的となった。

## 他の紀年法
- 干支 : 壬子
- 中国
  - 周 - 恵王8年
  - 魯 - 荘公25年
  - 斉 - 桓公17年
  - 晋 - 献公8年
  - 秦 - 宣公7年
  - 楚 - 成王3年
  - 宋 - 桓公13年
  - 衛 - 恵公31年
  - 陳 - 宣公24年
  - 蔡 - 穆侯6年
  - 曹 - 釐公2年
  - 鄭 - 文公4年
  - 燕 - 荘公22年
- 朝鮮
  - 檀紀1665年
- ユダヤ暦 : 3092年 - 3093年

## できごと

### 中国
- 晋の士蔿が公子たちを使嗾して游氏の一族を皆殺しにし、聚に築城して公子たちを住まわせた。晋の献公が聚を包囲して、公子たちを皆殺しにした。

## 死去
- エサルハドン
- 衛の恵公